# Liriomyza politella
Liriomyza politella är en tvåvingeart som beskrevs av Malloch 1934. Liriomyza politella ingår i släktet Liriomyza och familjen minerarflugor. Inga underarter finns listade i Catalogue of Life.